# T.A.T.u. (アルバム)
『t.A.T.u.』（200 km/h in the Wrong Lane）は、t.A.T.u.のオリジナルアルバム。

## 内容
- 2001年にロシアで発売したアルバム『200 по встречной』の英語版。
- オリコン総合アルバムチャートでは初登場1位を記録し、その後通算3週1位を獲得、さらにミリオンセラーを記録する大ヒットとなる。外国人アーティストのファースト・アルバムでのオリコン総合アルバムチャート初登場1位はBoAの『LISTEN TO MY HEART』以来、史上2回目であった[1]。また、洋楽アーティストのファースト・アルバムでのオリコン総合アルバムチャート初登場1位は史上初。それまでは1986年3月10日付にてチャーリー・セクストン『ピクチャーズ・フォー・ブレジャー（英語版）』が記録した初登場4位が最高記録だった[2]。
- このヒットを受けて、日本の音楽番組『ミュージックステーション』に出演したが、途中でドタキャンするというハプニングが発生する（詳しくはt.A.T.u#2003年、ミュージックステーション#2000年代を参照）。

## 収録曲

### CD
1. ノット・ゴナ・ゲット・アス (Not Gonna Get Us)
2. オール・ザ・シングス・シー・セッド (All the Things She Said)
3. Show Me Love
4. 30 Minutes
5. How Soon Is Now?
6. Clowns (Can You See Me Now?)
7. Malchik Gay
8. Stars
9. Ya Shosla s Uma
10. Nas ne Dagoniat
11. Show Me Love [Extended Version]
12. 30 Minutes (REMIX)
13. Malchik Gay (REMIX)
14. All the Things She Said (REMIX)  （日本盤ボーナストラック（ビデオクリップ&メイキング含む））

### DVD（限定盤のみ）
- ビデオ・クリップ

1. オール・ザ・シングス・シー・セッド
2. ノット・ゴナ・ゲット・アス
3. ハウ・スーン・イズ・ナウ？

- シーン映像

1. インタビュー、リハーサル風景、オフショット・シーンほか
2. 海外コマーシャル映像

## 封入特典
- アーティスト・ポスター
- アーティスト・ステッカー（日本盤のみ)